# 蒙瑟克雷-克莱尔富热尔
蒙瑟克雷-克莱尔富热尔（法語：Montsecret-Clairefougère，法語發音：[mɔ̃səkʁɛ klɛʁfuʒɛʁ]）是法国奥恩省的一个市镇，位于该省西北部，属于阿让唐区。

## 历史
蒙瑟克雷-克莱尔富热尔成立于2015年1月1日，由蒙瑟克雷（Montsecret）和克莱尔富热尔（Clairefougère）两个市镇合并而成，其中蒙塞克雷为政府驻地。

## 地理
蒙瑟克雷-克莱尔富热尔（48°47'51"N, 0°40'34"W）面积10.64 平方千米，位于法国诺曼底大区奧恩省，该省份为法国西北部内陆省份，北起顺时针与卡爾瓦多斯省、厄尔省、厄尔-卢瓦省、萨尔特省、马耶讷省和芒什省接壤。
与蒙瑟克雷-克莱尔富热尔接壤的市镇（或旧市镇、城区）包括：瑟里西贝尔埃图瓦尔、圣皮埃尔当特勒蒙、圣康坦莱沙尔多内、瓦尔达利耶尔。
蒙瑟克雷-克莱尔富热尔的时区为UTC+01:00、UTC+02:00（夏令时）。

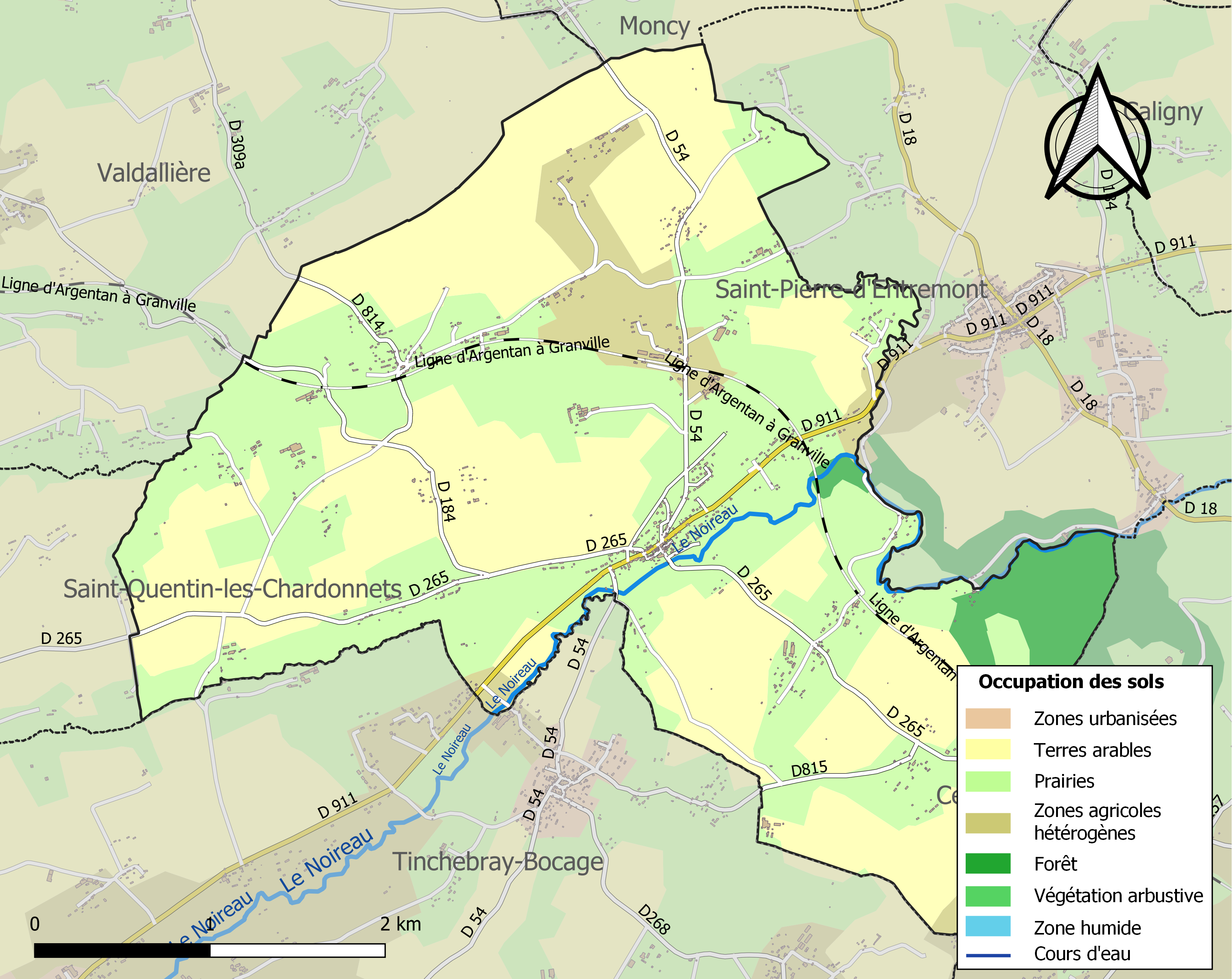
蒙瑟克雷-克莱尔富热尔的OSM定位图

## 行政
蒙瑟克雷-克莱尔富热尔的邮政编码为61800，INSEE市镇编码为61292。

## 政治
蒙瑟克雷-克莱尔富热尔所属的省级选区为栋夫龙昂普瓦赖县。

## 交通
奥恩省省道D54线、D265线、D814线、D815线和D911线经过境内。

## 人口
蒙瑟克雷-克莱尔富热尔于2022年1月1日时的人口数量为656人。